# Нова Мечебилівка
Нова́ Мечебилівка —  село в Україні, у Лозівській міській громаді Лозівського району Харківської області. Населення становить 28 осіб. До 2020 орган місцевого самоврядування — Тихопільська сільська рада. Розташоване за 35 км від районного центру. Сільській раді також були підпорядковані села Благодатне, Лиман, Тихопілля.

## Географія
Село Нова Мечебилівка знаходиться на відстані 3 км від сіл Лиман і Алісівка. По селу протікає пересихаючий струмок з загатами, який через 7 км впадає в річку Бритай (Канал Дніпро — Донбас) в районі села Мечебилове.

## Історія
Село засноване 1922 року вихідцями з села Мечебилове.
За часів Другої світової війни хлібороб села М. Чорноголов як вояк Червоної армії брав участь у захисті будинку Павлова в Сталінграді. Вчитель місцевої школи М. Перевозний за героїзм при форсуванні Дніпра посмертно удостоєний звання Героя Радянського союзу.
12 червня 2020 року, відповідно до Розпорядження Кабінету Міністрів України  № 725-р «Про визначення адміністративних центрів та затвердження територій територіальних громад Харківської області», увійшло до складу Лозівської міської громади.
17 липня 2020 року, в результаті адміністративно-територіальної реформи та ліквідації колишнього Лозівського району (1923—2020), увійшло до складу новоутвореного Лозівського району Харківської області.

## Економіка
- Молочно-товарна ферма.

## Культура
В селі є дві школи: першого та першого-третього ступенів; бібліотека[джерело не вказане 1353 дні].